# 陳華英
陳華英，（1946年—），香港葛量洪教育學院畢業，曾任職教師，課餘寫作兒童文學作品，屢獲兒童文學創作獎。現移居加拿大。作品有《尋找螢火蟲的日子》、《跳跳蹦蹦的日子》、《得意東西話你知》、《小作家訓練室》、《狗尾草》、《象牙之殤》、《寒冬小吃》等。